# Zbor la vedere
Zbor la vedere (engleză visual flight rules – VFR) este un set de reguli după care un aviator pilotează un avion în condiții meteorologice în care vizibilitatea este suficientă ca pilotul să vadă încotro zboară avionul. Pentru zborul la vedere există niște condiții meteorologice minime (engleză visual meteorological conditions – VMC). Aceste condiții trebuie să permită pilotului să vadă solul și diverse repere de pe el și să poată evita astfel obstacolele de pe sol sau alte aeronave.
În România regulile de zbor la vedere sunt stabilite de Autoritatea Aeronautică Civilă Română (AACR), în conformitate cu prevederile legislației naționale în vigoare precum și cu prevederile Convenției privind aviația civilă internațională semnată la Chicago la 7 decembrie 1944, cu standardele și practicile recomandate în anexele la aceasta, precum și cu prevederile convențiilor și acordurilor internaționale la care România este parte.
Dacă condițiile meteorologice sunt sub cele minime (VMC), pilotul este obligat să zboare după regulile zborului instrumental (IFR). În cazuri justificate controlul traficului aerian poate autoriza un zbor la vedere în condiții meteorologice inferioare VMC, caz în care se vorbește despre un zbor VFR special. De asemenea, pot exista zboruri VFR autorizate în prealabil de către (AACR) și, după caz, de către MApN, pentru care s-au solicitat operarea la înălțimi de siguranță și/sau vizibilități în afara limitelor stabilite de reglementări, precum și/sau în zone aglomerate, caz în care se vorbește despre un zbor VFR de operațiuni speciale.

## Scop
Zborurile VFR se pot executa pentru desfășurarea de:
- Operațiuni de transport aerian public.
- Operațiuni de aviație generală.
- Operațiuni de lucru aerian.
- Altor categorii autorizate individual de către AACR.

## Terminologie
Vizibilitatea orizontală în domeniul aeronautic este cea mai mare valoare dintre:
- Distanța maximă la care poate fi observat și recunoscut un obiect negru de dimensiuni potrivite, situat în apropierea solului, atunci când este observat pe un fond luminos (distanța optică meteorologică, engleză Meteorological Optical Range – MOR);
- Distanța maximă la care pot fi observate și recunoscute lumini de aproximativ 1000 cd, atunci când sunt observate pe un fond întunecat. Această distanță poate varia cu iluminarea fondului.

Plafonul este înălțimea deasupra solului sau a apei a bazei celui mai de jos strat de nori sub 6000 m (20000 ft) care acoperă mai mult de jumătate din suprafața cerului.
Spațiul aerian este împărțit pe verticală, începând de la nivelul mării, în zone numite niveluri de zbor (engleză flight level – FL). Definirea exactă a nivelului se bazează pe presiunea atmosferei standard. În România, ca și în majoritatea țărilor lumii, distanța dintre două niveluri de zbor este de 100 ft (30 m).
Drumul este proiecția pe sol a traiectoriei unei aeronave, a cărei direcție într-un punct oarecare este de obicei exprimată în grade față de Nord (adevărat, magnetic sau grilă).

## Principalele reguli de zbor la vedere (VFR)
În cazul VFR decolarea se va putea face doar dacă plafonul este mai mare de 450 m (1500 ft) și vizibilitatea la sol este mai mare de 5 km.
Zborul VFR nu se face peste FL 200 (6000 m) sau la viteze trans sau supersonice.
Un zbor VFR nu va fi efectuat:
1. Deasupra zonelor dens populate ale metropolelor, orașelor sau ale altor așezări sau peste o adunare de persoane în aer liber la o înălțime mai mică de 300 m (1000 ft) peste cel mai înalt obstacol aflat într-o suprafață cu raza de 600 m măsurată de la aeronavă.
2. În alte locuri decât cele specificate în paragraful (1) la o înălțime mai mică de 150 m (500 ft) deasupra solului sau apei.

Excepție fac cazurile când este necesar să se decoleze sau să se aterizeze.
Pentru a evita intersectarea traiectoriilor, în România, ca și în majoritatea celorlalte țări, nivelurile de zbor VFR de croazieră sunt 35, 55, 75, ... , 275 (din 20 în 20) pentru drumuri de la 0° la 179° (spre Est), respectiv 45, 65, 85, ... , 285 pentru drumuri de la 180° la 359° (spre Vest), astfel că diferența de înălțime în momentul intersecției să fie de cel puțin 300 m.
În unele țări (SUA, Regatul Unit) există reguli speciale de zbor la vedere în apropierea solului.